# Частка ринку
Ча́стка ри́нку (англ. Market Share) — частка продукції окремої фірми або групи фірм у загальному випуску продукції даної галузі.
Частка ринку може бути розрахована різними способами:
- за обсягом продажу — співвідношення кількості проданих фірмою товарів і загального обсягу продажу товарів на базовому ринку (місткості ринку);
- за вартісними показниками — співвідношення продажу товарів даної фірми у вартісному виразі до загальної місткості ринку;
- в окремому сегменті — обсяг продажу товарів фірми в даному сегменті до місткості даного сегмента (загального обсягу продажу) товарів у окремому сегменті;
- відносна частка ринку — співвідношення частки ринку фірми і частки ринку конкурентів (або трьох головних конкурентів);
- частка ринку відносно лідера — співвідношення абсолютної частки ринку фірми і частки ринку основного конкурента.

Частка ринку для окремої фірми може змінюватися. Зменшення відбувається при зменшенні власного виробництва або зростання місткості ринки при незмінних обсягах власного виробництва. Збільшення частки ринку відбувається при нарощуванні власного виробництва або при зменшенні місткості ринку при сталому виробництві фірми.